# 吼えろペン
『吼えろペン』（ほえろペン）は島本和彦による漫画家を描いた漫画。ここでは、その前作となる『燃えよペン』と続編となる『新吼えろペン』と『吼えろペンRRR』もあわせて記述する。

## 『燃えよペン』
『月刊シンバッド』（竹書房） 1990年6月号から1991年4月号、及び『YOUNG CLUB』（同） 1991年1号・2号に掲載。『吼えろペン』以前の時代が舞台。

### あらすじ（燃）
「すべてのマンガ家がこうだと思っていただきたい!」
どこにでも居るありふれたマンガ家「炎尾燃」とそのアシスタントの日常を描く。

### 登場人物（燃）
演は、『燃えよペン』竹書房版収録の実写版で演じた人物。
炎尾燃（ほのお もゆる）
演 - 島本和彦

主人公の熱血漫画家。漫画にかける熱意と勢いは誰にも負けない。様々な事件やライバル、そして締め切りに立ち向かう。
名前の通りひたすら熱血漢で負けず嫌いだが、テンションが下がっているときは負け犬モードになることも多い。また、気持ちが入らないと全く仕事が出来なくなり、担当者やファンの一言に傷つきやすい側面を持つ。
森林（もりばやし）
『燃えよペン』時代のチーフアシスタントで炎尾デビュー当時よりつき合いがあった。後に独立して連載を持つ。
『吼えろ』や『新』には登場していないが、島本和彦の同人誌「マンガ力指南編」では、大野とともにパーソナリティを務めている。
『インサイダー犬』
森林のデビュー作。モデルは、『インサイダーケン』。

大野暁子（おおのきょうこ）
『燃えよペン』時代の新人アシスタント。炎尾と森林に如何に漫画を描くことが戦いであるかを教え込まれる。
『吼えろ』や『新』には登場していないが、島本和彦の同人誌「マンガ力指南編」では、森林とともにパーソナリティを務めている。
うかつ けんじ
演 - 中津賢也
炎尾のライバルとして野球漫画という同ジャンル上での闘いを見せたがこの辺りの描写は作中でも「一部フィクションで無い部分もある」と述べられている。
『吼えろ』第21話（サンデーGXコミックス第6巻）にも登場。炎尾燃とは同期の漫画家とされている。
『白球ナイン』
うかつ賢二の作品。モデルは、『逆境ナイン』。

石島克彦
炎尾の初期作品『嵐の転校生』がアニメ化されるにあたり、監督に就任する。くわえ楊枝のニヒルな男で、炎尾を小馬鹿にした態度をとるが、実は熱い男であり、全作画にチェックを入れて修正を行い、完成作品をみた関係者に「これだと思った」と言わしめる。炎尾とも、作品が完成するころにはお互いを認めあう。モデルは同作品監督の西島克彦。
アニメは業界初の試みとして、OLA（オリジナル・レーザーディスク・アニメーション）とされた。炎尾はレーザーディスクを周囲は誰も持っていないため、この試みが成功するか不安を感じていた。作中では販売結果は描かれなかったが、モデルとなった『炎の転校生』のアニメ化については、OLAはセールスに結びつかず、後にビデオ版がリリースされるという結果となっている。

### 関連作品（燃）
- 『炎の転校生』 - 『嵐の転校生』のモデル。

### 書誌情報（燃）
- 『燃えよペン』（竹書房/バンブーコミックス）
初版：1991年8月
実在人物躍動編同時収録。
- まんがくらぶ増刊号『燃えよペン島本和彦SPECIAL』（竹書房）
初版：1991年5月16日発行
中津賢二『耐えよペン』同時収録。
- 『燃えよペン』（メディアファクトリー/メディアファクトリー文庫）
初版：1999年11月
第2部同時収録。
- 『燃えよペン』（小学館/サンデーGXコミックス）
初版：2002年12月
- 『燃えよペン おれが、元祖炎尾燃だっ!!』（小学館/My First BIG SPECIAL）
初版：2012年9月
第2部同時収録。

## 『燃えよペン 第2部』
『燃えよペン』終了後に続編として描かれたが1話目を掲載後に雑誌が廃刊になった為、第1話のみで連載終了した。
まだ炎尾燃がマンガ家の卵だった頃を描いた作品。

### 登場人物（燃2）
炎尾燃（ほのお もゆる）
主人公の新人漫画家。まだ漫画家の卵ながら熱い心は持っている。
編集
若き炎尾の担当編集。島本和彦の別作品の『天下統虫物語』にも登場している。
氷山 一角（ひょうざん いっかく）
炎尾がアシスタントについた漫画家。

### 書誌情報（燃2）
- 『燃えよペン』（メディアファクトリー/メディアファクトリー文庫）
初版：1999年11月
第1部同時収録。
- 『炎の筆魂』
初版：1997年10月
『天下統虫物語』同時収録。
- 『燃えよペン おれが、元祖炎尾燃だっ!!』（小学館/My First BIG SPECIAL）
初版：2012年9月
第1部同時収録。

## 『吼えろペン』/『新吼えろペン』/『吼えろペンRRR』
『吼えろペン』は、『燃えよペン』の続編に相当する漫画作品。全13巻。『月刊サンデージェネックス』（サンデーGX）で連載されていた。
『新吼えろペン』は、『吼えろペン』の続編に相当する漫画作品。『吼えろペン』に引き続いて『サンデーGX』にて2008年8月号まで連載。2008年9月に最終巻の11巻発売。後述するように最終回はサンデーGX及び単行本に掲載された話とは別に、諸事情で未作成となった幻の最終回を描き下ろしたものも存在する。
『吼えろペンRRR』はサンデーGXの20周年記念として2021年1月号に掲載、その後不定期で短編が掲載されている。それまでの作品があくまでもフィクションであったのに対し、本作は島本が経験したことを元にして描かれている。

### あらすじ（吼）
「おれが面白いと考えている事はこれだっ!!」
漫画家炎尾燃はいくつもの漫画雑誌で連載を持つ、どこにでもいる（?）熱血漫画家である!そんな彼の前に毎回毎回様々なトラブルが!果たして炎尾は危機を乗り越えられるのか?そして原稿は仕上がるのか!?

### 登場人物（吼）
主に『吼えろペン』や『新吼えろペン』から登場したキャラクターを記述する。

#### 炎プロ
炎プロのモデルは「（株）ビッグバンプロジェクト」で、大哲、ヤス、ヒーローの3人は島本和彦のプロダクション「（株）ビッグバンプロジェクト」に在籍する実在のアシスタントがモデルである。
炎尾燃（ほのお もゆる）
主人公の熱血漫画家。炎プロというプロダクションをかまえている。いつもつけているヘッドギアにはあまり意味はないらしい。
前杉英雄（まえすぎ ひろ）
炎プロでは主に「ヒーロー」と呼ばれる。もう一人の主人公で第一話から炎尾燃のアシスタントになる。熱意はあるが失敗も多い。炎尾のスタイルを色濃く受け継いでいて時として思想の違いから燃や萌と対立することもある。
口癖は「おれがなんとかします!」「おれが録っときました!」「おれが買ってきます!」。
連載開始当初はクリエイター学校に通う漫画家の卵だったが、雑誌『クラッシャー』の引き抜き事件をきっかけに、炎プロから独立した。
『甲虫プレジデント』
前杉英雄の作品。ネプチューン大甲の名で連載。人気ゲームのコミカライズ作品で、後にぱみぱに連載を半ば強引に引き継がせる。

ヤス
炎尾燃のチーフアシスタント。暴走しがちな炎尾以下アシスタント達をときには冷静に諭す突っ込み役。ただし、根本的には同類の熱血系。
ひと一倍周囲に気をつかうため平気で雰囲気をぶち壊す存在を苦手とする。また、常に充分に余裕を持っていないと気がやすまらない。
背景作画及び全体の仕上げの指示を担当する。背景作画のスピードは目をみはるほどに速い。時には炎尾の指示にそむいて作画時間を調整する。
専門学校の講師も務め、後にパチンコ雑誌に連載を持つようになる。
口癖は「余裕ですよ!」「大丈夫ですよ!」「しかし先生、締め切りは!?」「それで先生、締め切りは!?」。
大哲（だいてつ）
炎尾燃のアシスタント。子供番組と玩具をこよなく愛する。特撮ヒーローなどに強く影響を受けていて、作中のセリフをよく持ち出してくる。ただそのまま使うのではなく自分の言葉になおして使うのでどこから引用しているのか分からない場合も多い。本人はしっかり分かっているらしい。
背景作画、オモチャ買い入れ担当。また、わからないことは調べておかないと気がすまないため、資料の選別に能力を発揮する。
萌（もゆ）
炎尾燃の偽者炎尾燃（ほのお もゆ）として登場したが、本物の熱烈なファンであったために、結局は非常勤のアシスタントになる。自らの連載も持つ。ヘッドギアを装着するときだけ「ニセ炎尾燃」となる。
炎尾と同じタッチで描けるため忙しいときには重宝されるが「人物は炎尾自身が」という信念が強いために主にモブなどを担当している。口癖は「しょせん俺はニセ炎尾燃だ」。
モデルは漫画家の一本木蛮。実際にイベントで一本木が萌のコスプレをしてステージに登壇した事もある。
『バーニングプロジェクト』
炎尾燃名義で出した『ファイヤープロジェクト』の同系作。

##### 炎プロダクション専属アシスタント候補
ヒーローが独立したため、穴を埋めるべく5人のキャラが新アシスタント候補として登場し、誰が専属アシスタントになるか決める読者投票が行われた。投票の結果ぱみぱが一位を獲得したが、その後ジョニー以外は全員レギュラー、もしくは準レギュラーとして登場している。雄叫飛とジョニー以外は、『新』から登場。
マルピー
炎プロダクション専属アシスタント候補エントリーNo.1。丸ペンのマルちゃんと呼ばれていた事から通称マルピーと呼ばれる。大阪弁口調で、絵に描いたようなポジティブシンキングの持ち主。また空気を読まずマイペースを貫く為、炎尾からあまり良く思われていない。Gペンを持つと性格が男っぽくなり口調も変わる。
雄叫飛号（おたけび ごう）
炎プロダクション専属アシスタント候補エントリーNo.2。初登場は旧吼えろペン時代で、マンガ家を志す青年として登場。炎尾にプロデビューを潰されたのがきっかけでアシスタント候補になる。
漫画家としての難点としては線が雑なこと。新吼えろペンで再登場した時も全然上達していなかったらしい。
ジョニー
炎プロダクション専属アシスタント候補エントリーNo.3。冨士鷹ジュビロの現アシスタント。いつの間にかエントリーされていたが、ろくにエピソードも描かれずにフェードアウトした。
ぱみぱ
炎プロダクション専属アシスタント候補エントリーNo.4。本名はアキ。どこから見ても女の子にしか見えない外見だが、実は男。マリ林先生の元でぱみぱというキャラの作画担当をしていた事からぱみぱと呼ばれる。
メインキャラを任されていた事もあってか、実力は随一。アスカプロでヒーローの後を引き継いで「甲虫プレジデント」を連載中。
ピアス
炎プロダクション専属アシスタント候補エントリーNo.5。小学生の頃、炎尾の漫画の敵キャラクター募集に応募し採用されたのがきっかけでマンガ家を志す。
ヤスが独立する為、後のチーフアシスタントに指名される程の実力だが、今一つキャラが薄い。

#### 炎プロ以外の漫画家
登場する主だった漫画家は以下の通り（登場順）。
ジャイ籐キック
第4話（サンデーGXコミックス第1巻）から登場。炎尾より15年先輩の漫画家。
流れ星超一郎
第10話（サンデーGXコミックス第3巻）から登場。以来、準レギュラー的な立場となる。初期こそ作中に登場する漫画家の中では比較的常識人だったが、話が進むにつれ愛すべきバカとでも言うべきキャラになっていった。「何話もかけて複雑な設定を仕込んでキレイにたたむより、毎回毎回面白い方が大事」がモットー。毎回最終数ページで思わせぶりな展開で読者を煽るが、特に伏線などは考えていない。
サブリミナル鷹
第12話（サンデーGXコミックス第3巻）に登場。週刊少年キャッチで密室プリズンという作品を連載しているが、萌がアシスタントを務めた事から騒動が発生する。
うかつけんじ
第21話（サンデーGXコミックス第6巻）に登場。#登場人物（燃）
渡飛鳥
第21話（サンデーGXコミックス第6巻）に登場。新人作家の頃、ある秘密結社の設定画を描き、それが元で後にある騒動となる。
高城将
第25話（サンデーGXコミックス第7巻）に登場。前杉英雄の同期生。ラブコメのヒット作品を持っている。
桐きざ美（きり きざみ）
第26話（サンデーGXコミックス第7巻）に登場。ホラー漫画家。ある理由により、アシスタントが半年も立たないうちに逃げ出すが、そのため締め切り間際に人手が足りなくなり、星紅の紹介として実質的には強制で前杉英雄が臨時のアシスタントを務める事になる。
富士鷹ジュビロ（ふじたか ジュビロ）
第32話（サンデーGXコミックス第8巻）から登場。以来、準レギュラー的な立場となる。炎尾燃とはライバルの漫画家で漫画に対して独自の哲学を持つ。モデルは島本の友人である漫画家・藤田和日郎。『吼えろペン』サンデーGXコミックス第8巻及び第9巻の初版に付属している帯に、藤田和日郎本人のコメントが記載されている。特に8巻では鼻の先端の玉及びヒゲと富士鷹ジュビロのメイクを施した藤田和日郎本人の写真が掲載されている。
モデルと同じく作品も難解な設定などを多数盛り込んでいるが、それを作品の終盤でまとめる際に苦悩していた為、その場の勢いで考えてしまう点がやはりある。
『からぶりサービス』
富士鷹ジュビロの作品。モデルは、『からくりサーカス』。雑誌の路線変更に伴い終了した。

荒越竜（あらごえ りゅう）
第37話（サンデーGXコミックス第10巻）に登場。あるファミリーレストランで偶然知り合った炎尾から助言を受け、後に大ヒット作を生み出すに至った。
大文字焼良（だいもんじ やきら）
第38話（サンデーGXコミックス第10巻）に登場。過去に週刊リベンジで全36巻・単行本発行部数2000万部の大ヒット作を描いた漫画家。週刊連載に体が慣らされたことにより、月刊連載のようなヌルい仕事はできなくなっている。また週刊連載で一花咲かせようとして苦しんでいる。
技巧麗
第46話（サンデーGXコミックス第12巻）に登場。この時はまだ新人だが、第49話で「アーメンオッサン」をヒットさせたと思われるが、それがきっかけとなって、連載誌である「シャイニング」にある異変が起こる。
マリ林
第7話（サンデーGXコミックス第2巻）に登場。高学館マンガ賞の少女マンガ部門を受賞。受賞記念パーティーで対面した炎尾が、成り行きからマリ林の仕事を手伝わされる事になり、そこでぱみぱと出会う。
わだち充
人気漫画家。モデルはあだち充
陸野地下
『新吼えろペン』第29話（サンデーGXコミックス8巻）に登場。「少女カミング」連載中の人気漫画家。モデルは羽海野チカ。炎尾が一度精神的に追い詰められた漫画家パブで、本人として接客するメリットを教え炎尾も接客をする事になる。このパブは漫画家内でかなり流行したようで、漫画家が接客業に精を出し編集と連絡が取れなくなった事で星デスクの怒りを買い強制解散の運びとなる。羽海野は『アオイホノオ』連載100回企画にて陸野地下がガイルに似ていてショックだったとコメントしている。

#### 編集者
登場する主だった編集者は以下の通り（登場順）。
赤森
第4話（サンデーGXコミックス第1巻）から登場。漫画雑誌『月刊シャイニング』の炎尾担当編集。しかつめらしい人物で、炎尾にも苦言を呈することが多い。第39話（サンデーGXコミックス第10巻）で作品の内容に影を落とすほどの確執を起こした末、階段から落ちて負傷した。その後あまり活躍する機会は無いが、第45話でボタQの人となりを説明する役などで出演はしている。
星紅（ほし くれない）
第9話（サンデーGXコミックス第3巻）から登場。漫画雑誌『月刊シャイニング』の編集デスク。仮面を被った恐怖の女性編集者。炎尾燃の天敵の一人。非常にキツい性格で、マンガ家、他社編集者に容赦無く得意技の膝蹴りを見舞う。野心家な一面もあり、第13巻ではうだつの上がらないボタQ編集長に対してクーデターを起こした事もある。
作品登場時にはモデルは特に想定されていなかったが、偶然にも実在の『サンデーGX』編集デスクである小室ときえにあまりもキャラクターが似過ぎてしまい、本人から島本和彦が電話で怒られたというエピソードがある。
『サンデーGX』2002年1月号で同じ仮面を被り星に扮した女性の水着グラビアが掲載された。これは9割がマンガ作品を占めるGX誌上で2回しか行われていない実写グラビア企画の一方である。
小室が編集長に昇進したことから『新』第26話（サンデーGXコミックス第7巻）で同誌の編集長に昇進。同27話は小室の実体験を元に仮面を被った理由が主題となっている。
三境
第13話（サンデーGXコミックス第4巻）に登場。『月刊少年パルチザン』の編集者。プロレス技に関する騒動で炎尾と意思の疎通ができなかった、第16話では表紙に採用したアイドルタレントの桃香を炎尾に預け、マンガを描かせる事を企てる。
川中島
第31話（サンデーGXコミックス第8巻）に登場。『燃えよペン』からの登場キャラ。燃えよペン時代は梅書房に所属していたが、後に祥芸社に移籍し創刊される『コミックBATTA』の編集長を務める。しかしコミックBATTAは創刊号で廃刊、それ以後作中には出ていない。モデルは元竹書房・担当川嶋。
ボタQ（ぼたきゅー）
第30話（サンデーGXコミックス第8巻）から登場。主役としての扱いは第45話（サンデーGXコミックス第12巻）。漫画雑誌『月刊シャイニング』の編集長。特に能力があるわけでもなく、棚からボタ餅的に編集長になった事からその名がついたといわれている。ボタQの顔は編集者が金の卵とされる漫画家を抱えている実例としてケロロ似となっている。第19話（サンデーGXコミックス第5巻）にも髭などは同じだが顔の違う編集長が出ているが、同一人物か不明。
モデルは元『サンデーGX』編集長・久保田滋夫。
キックミー他島（キックミー タージマ）
『新』第4話（サンデーGXコミックス第1巻）から登場（『吼えろペン』サンデーGXコミックス第13巻のあとがきマンガにおいて、モデルとなった編集者が登場している）。それまで少女マンガ雑誌の担当で、女性マンガ家の人脈を有しており、その人脈から炎尾にマルピーを紹介した。作家に蹴られる事で今まで仕事をスムーズにこなしてきた為、蹴られる事を自ら求める傾向がある。

### 書誌情報（吼）
- 『吼えろペン』（小学館/サンデーGXコミックス）
  1. 978-4-0915-7021-5
  2. 978-4-0915-7022-2
  3. 978-4-0915-7023-9
  4. 978-4-0915-7024-6
  5. 978-4-0915-7025-3
  6. 978-4-0915-7026-0
  7. 978-4-0915-7027-7
  8. 978-4-0915-7028-4
  9. 978-4-0915-7029-1
  10. 978-4-0915-7030-7
  11. 978-4-0915-7291-2
  12. 978-4-0915-7292-9
  13. 978-4-0915-7293-6
- 『新吼えろペン』（小学館/サンデーGXコミックス）
  1. 978-4-0915-7311-7
  2. 978-4-0915-7312-4
  3. 978-4-0915-7313-1
  4. 978-4-0915-7038-3
  5. 978-4-0915-7065-9
  6. 978-4-0915-7079-6
  7. 978-4-0915-7088-8
  8. 978-4-0915-7105-2
  9. 978-4-0915-7117-5
  10. 978-4-0915-7135-9
  11. 978-4-0915-7148-9
- 『SUNDAY GX 10YEAR'S CHRONICLE　吼えろペン』（小学館/サンデーGXコミックス）
初出：2010年
傑作選。諸事情によりサンデーGXに掲載できなかった幻の最終回も収録されている。
- 吼えろペンRRR
  1. 978-4-0915-7674-3

## 劇中劇
作品内の劇中劇。

### 漫画作品
作品内の漫画。
| 雑誌社名       | 雑誌名                 | 著者                               | 作品名                         | 備考                                                                |
| -------------- | ---------------------- | ---------------------------------- | ------------------------------ | ------------------------------------------------------------------- |
| 省学館         | 不明                   | 森林                               | インサイダー犬                 | 『燃えよペン』の時期読切掲載                                        |
| 省学館         | 不明（上と同じ雑誌社） | 炎尾燃                             | 不明                           | 『燃えよペン』の時期連載                                            |
| 中学館         | エスニク               | 炎尾燃（萌）                       | バーニングプロジェクト         | 『吼えろペン』の時期連載                                            |
| 高学館         | 週刊リベンジ           | 炎尾燃                             | スケルトン                     | 『吼えろペン』の時期連載                                            |
| 高学館         | 週刊リベンジ           | 絵：前杉英雄→炎尾燃 作：古武士ケン | 不明                           | 『吼えろペン』の時期読切掲載                                        |
| 高学館         | 週刊リベンジ           | 炎尾燃                             | 不明（読切アクション野球漫画） | 『吼えろペン』の時期読切として企画されたが、ボツとなった野球漫画    |
| 高学館         | 週刊リベンジ           | 流れ星超一郎                       | 不明（読切SF野球漫画）         | 『吼えろペン』の時期読切として企画され見事掲載された                |
| 高学館         | 週刊リベンジ           | わだち充                           | 不明（読切恋愛野球漫画）       | 『吼えろペン』の時期読切として企画されたが、ボツとなった野球漫画    |
| 高学館         | 週刊リベンジ           | 富士鷹ジュビロ                     | 不明（読切ホラー野球漫画）     | 『吼えろペン』の時期読切として企画されたが、ボツとなった野球漫画    |
| 高学館         | 週刊リベンジャー       | 富士鷹ジュビロ                     | からぶりサービス               | 『吼えろペン』の時期連載                                            |
| 高学館         | 週刊リベンジャー       | 不明                               | うえきの等則                   | 『吼えろペン』の時期連載（雑誌表紙によく名が載る）                  |
| 高学館         | 少年リベンジ           | 炎尾燃                             | 爆魂BEAT                       | 『吼えろペン』の時期連載                                            |
| 高学館         | 少年リベンジ           | 大文字焼良                         | 不明（野球漫画）               | 『吼えろペン』の時期連載終了                                        |
| 高学館         | 少年リベンジ           | 炎尾燃                             | 反面ボクサー                   | 『新吼えろペン』の時期連載                                          |
| 高学館         | 月刊シャイニング       | 炎尾燃                             | ファイヤープロジェクト         | 『吼えろペン』の時期連載                                            |
| 高学館         | 月刊シャイニング       | 不明                               | アーメンオッサン               | 『吼えろペン』の時期連載                                            |
| 高学館         | 月刊シャイニング       | 不明                               | ブラック・スコーピオン         | 『吼えろペン』の時期連載                                            |
| 高学館         | 月刊シャイニング       | ジャイ籐キック                     | 不明                           | 『吼えろペン』の時期連載（開始～）                                  |
| 高学館         | 月刊シャイニング       | 荒越竜                             | 不明                           | 『吼えろペン』の時期連載（開始～）                                  |
| 高学館         | 月刊シャイニング       | 大文字焼良                         | 不明                           | 『吼えろペン』の時期連載（開始～）                                  |
| 高学館         | 月刊シャイニング       | 富士鷹ジュビロ                     | 不明                           | 『吼えろペン』の時期連載（開始～）                                  |
| 高学館         | 月刊シャイニング       | サブリミナル鷹                     | 不明                           | 『吼えろペン』の時期連載（開始～）                                  |
| 高学館         | 月刊シャイニング       | 炎尾燃（萌）                       | 不明                           | 『吼えろペン』の時期連載（開始～）                                  |
| 高学館         | 不明                   | 炎尾燃                             | 吼えろぴかりモン               | 『吼えろペン』の時期連載                                            |
| 高学館         | 不明                   | 桐きざ美                           | 不明（ホラー漫画）             | 『吼えろペン』の時期連載                                            |
| 梅書房         | 週刊シンバ             | 炎尾燃                             | ワイルドピッチ                 | 『燃えよペン』の時期連載（開始～終了） 『新吼えろペン』の時期映画化 |
| 梅書房         | 週刊シンバ             | うかつけんじ                       | 白球ナイン                     | 『燃えよペン』の時期連載（開始～終了）                              |
| デリシャス書店 | パクフリー             | 炎尾燃                             | サプリMEN                      | 『吼えろペン』の時期連載                                            |
| デリシャス書店 | パクフリー             | 大空澄言                           | 友情のヘブン                   | 『吼えろペン』の時期連載                                            |
| デリシャス書店 | パクフリー             | 道横実                             | シロガネ                       | 『吼えろペン』の時期連載                                            |
| デリシャス書店 | パクフリー             | どりい太郎                         | マルキュウ様                   | 『吼えろペン』の時期連載                                            |
| デリシャス書店 | パクフリー             | 絵：射製凪 作：道光部              | シルバー巨人                   | 『吼えろペン』の時期連載                                            |
| デリシャス書店 | パクフリー             | 猪雁城                             | 燐石                           | 『吼えろペン』の時期連載                                            |
| デリシャス書店 | パクフリー             | 紅髑一葉                           | キミのイノチ                   | 『吼えろペン』の時期連載                                            |
| デリシャス書店 | パクフリー             | 天下並木                           | ツクヨミ道場                   | 『吼えろペン』の時期連載                                            |
| デリシャス書店 | パクフリー             | 石井胃吉                           | すっとこどっこい               | 『吼えろペン』の時期連載                                            |
| 不明           | コミックドキュン       | 流れ星超一郎                       | 不明                           | 『新吼えろペン』の時期読切掲載                                      |
| 不明           | コミックドキュン       | 横金                               | 不明                           | 『新吼えろペン』の時期読切掲載                                      |
| 不明           | コミックドキュン       | 又下                               | 不明                           | 『新吼えろペン』の時期読切掲載                                      |
| 不明           | コミックドキュン       | 鬼角                               | 不明                           | 『新吼えろペン』の時期読切掲載                                      |
| 不明           | コミックドキュン       | 白金剣                             | 不明                           | 『新吼えろペン』の時期読切掲載                                      |
| 不明           | コミックドキュン       | しゅんか                           | 不明                           | 『新吼えろペン』の時期読切掲載                                      |
| 不明           | コミックドキュン       | 丸玉                               | 不明                           | 『新吼えろペン』の時期読切掲載                                      |
| 不明           | コミックドキュン       | 泥多忙                             | 不明                           | 『新吼えろペン』の時期読切掲載                                      |
| 不明           | コミックソプラノ       | 蝶バブリ                           | 不明                           | 『新吼えろペン』の時期連載                                          |
| 不明           | コミックソプラノ       | +-麗                               | 不明                           | 『新吼えろペン』の時期連載                                          |
| 不明           | 週刊ギャラクシー       | 高城将                             | 不明（ラブコメ）               | 『吼えろペン』の時期連載                                            |
| 不明           | 週刊ギャラクシー       | 前杉英雄                           | 不明（ラブコメ）               | 『吼えろペン』の時期読切として描くも封印する                        |
| ロイヤル出版   | クラッシャー           | 流れ星超一郎                       | 不明                           | 『吼えろペン』の時期連載（開始～）                                  |
| ロイヤル出版   | クラッシャー           | 前杉英雄                           | 不明                           | 『吼えろペン』の時期連載（開始～終了）                              |
| ロイヤル出版   | クラッシャー           | ネプチューン大甲（前杉英雄）       | 甲虫プレジデント               | 『吼えろペン』の時期連載（開始～） 『新吼えろペン』の時期も連載     |

### ヒーロー作品
ガッツ1
英雄の友人を助けるために、炎尾プロメンバーでヒーローショーを行った。
- ロボット：ビックガッツ（ヒーローショーの前の回に、伏線として登場）
- キャラ：ガッツ1
- キャラ：グレイトフレイム
- キャラ：ギャラクシーフレイム
- キャラ：ビッグバンフレイム

タイトル不明（戦隊シリーズの1つ）
ピンク役の桃香は、番組終了後に、漫画家となる。大哲が見ていた作品。

## エピソード
「嵐の転校生」のアニメ化（OLA化）
『燃えよペン』で触れられている「嵐の転校生」のアニメ化（OLA化）は、『炎の転校生』のOLA化が元ネタであり、劇中の元歌を作者が歌ったエピソードなども事実である。元ネタの『炎の転校生』はOLA売上が伸びず、後にビデオ化されたが、「嵐の転校生」の方はどうなったのか明かされていない。
『吼えろペン』の最終回
『吼えろペン』の最終回は、連載当初から決定していたことが『吼えろペン』最終巻で語られている。また、『新・吼えろペン』が連載されることが最終回を書き終わった後に知った事も同巻で明かされている。
『新・吼えろペン』の最終回
『新・吼えろペン』の最終回は、同時期連載していた『アオイホノオ』の掲載誌『ヤングサンデー』が廃刊になったことで、廃刊をネタに炎尾を格好よく描くつもりであり一度はOKされたが、仮面編集長こと小室星に全ボツにされ、幻の最終回となった。幻の最終回が炎尾を格好よく散らせたものだったため、それ以上の最終回が考えられず、炎尾を格好悪く描いた最終回となった。この幻の最終回は、『SUNDAY GX 10YEAR'S CHRONICLE　吼えろペン』に描き下ろされ、以降各種書籍に収録されている。

## 関連作品
『アオイホノオ』
同音異字（焔燃）ながら同じ名前の主人公が漫画家を目指す物語で、島本本人をモチーフにしているという点で共通する作風がある。
この焔は「若い頃の炎尾」とされ、本作のあとがきでも炎尾サーガの一つとしている。
ただし、作品全体としては『吼えろ』などではわだち充などペンネームをアレンジする形で登場するのに対し、『アオイ』ではあだち充と実名で登場するなどの違いがある。『熱血時代』のあとがき漫画では島本の過去と現在を語るという意味合いで焰と炎尾が島本を挟み登場するが2人の対面は無い。